# Organomercuriel

Liaison C–Hg.

Diméthylmercure.

Un organomercuriel est un composé organométallique contenant une liaison carbone–mercure. Cette liaison est généralemet très stable par rapport à l'air et à l'humidité mais est sensible à la lumière. Les organomercuriels importants sont le cation méthylmercure(II) CH3Hg+, le cation éthylmercure(II) CH3CH2Hg+, le diméthylmercure (CH3)2Hg, le diéthylmercure (CH3CH2)2Hg et la merbromine (Mercurochrome). Le thiomersal est utilisé comme conservateur pour vaccins et médicaments administrés par injection intraveineuse.
La toxicité des organomercuriels, présente à la fois des risques et des bénéfices. Le diméthylmercure est particulièrement toxique mais a été utilisé comme fongicide et insecticide, tandis que la merbromine et le borate de phénylmercure C6H5HgOB(OH)2 sont utilisés comme antiseptique topique et le nitromersol a été utilisé comme conservateur pour vaccins et antitoxines.

## Synthèse
On obtient des organomercuriels de nombreuses manières, y compris par réaction directe d'hydrocarbures avec des sels de mercure(II). De ce point de vue, la chimie des organomercuriels ressemble étroitement à celle des composés organiques du palladium et se distingue de celle des organocadmiens.

### Mercuration des cycles aromatiques
Les arènes riches en électrons subissent une mercuration directe lors du traitement avec l'acétate de mercure(II) (H3C–COO)2Hg. Celui des deux groupes acétate qui reste sur le mercure peut être déplacé par l'anion chlorure :
C6H5OH + (H3C–COO)2Hg ⟶ H3C–COOHg–2-C6H4OH + CH3COOH ;
H3C–COOHg–2-C6H4OH + NaCl ⟶ C6H4OH-2–HgCl + CH3COONa.

### Addition aux alcènes
Le cation Hg2+ se lie aux alcènes, induisant l'addition d'hydroxyde et d'alcoolate. Par exemple, le traitement de l'acrylate de méthyle CH2=CHCOOCH3 avec de l'acétate de mercure(II) (H3C–COO)2Hg dans du méthanol donne un ester α-mercuriel :
(H3C–COO)2Hg + CH2=CHCOOCH3 ⟶ CH3COO(H3C–COOHg)CHCH2OCH3.
La liaison C–Hg résultante peut être clivée avec du brome Br2 pour donner le bromoalcane correspondant :
CH3COO(H3C–COOHg)CHCH2OCH3 + Br2 ⟶ CH3COOBrCHCH2OCH3 + CH3COOHgBr.
Cette réaction est appelée réaction de Hofmann-Sand.

### Réaction des composés du mercure(II) avec des équivalents de carbanions
Une voie générale de synthèse des organomercuriels fait intervenir une alkylation avec des réactifs de Grignard ou des organolithiens. Le diéthylmercure (CH3CH2)2Hg s'obtient par la réaction du chlorure de mercure(II) HgCl2 avec deux équivalents de bromure d'éthylmagnésium CH3CH2MgBr, généralement en solution dans l'éther diéthylique (CH3CH2)2O. Le diéthylmercure formé est un liquide dense (2,466 g/cm3) qui bout à 57 °C à 16 torr et est légèrement soluble dans l'éthanol, soluble dans l'éther diéthylique. Le diphénylmercure (C6H5)2Hg, avec un point de fusion de 121 à 123 °C, peut être produit par réaction de HgCl2 avec le bromure de phénylmagnésium C6H5MgBr, un autre réactif de Grignard.
Un mode de préparation apparentée implique la formation de phénylsodium C6H5Na en présence de sels de mercure(II).

### Autres méthodes
Le mercure(II) peut être alkylé par traitement avec des sels de diazonium en présence de cuivre élémentaire. C'est de cette façon qu'a été préparé le chlorure de β-naphtylmercure.
Le phényl(trichlorométhyl)mercure (en) C6H5HgCCl3 peut être obtenu en produisant du dichlorocarbène CCl2 en présence de chlorure de phénylmercure C6H5HgCl ; le trichloroacétate de sodium (en) CCl3COONa est une source pratique de carbène. Il libère le dichlorocarbène par chauffage :
C6H5HgCCl3 (en) ⟶ C6H5HgCl + CCl2.

## Réactions
Les organomercuriels sont des intermédiaires de synthèse polyvalents en raison des conditions bien précises dans lesquelles ils subissent un clivage des liaisons C–Hg. Le diphénylmercure (C6H5)2Hg est une source de radical phényle dans certaines synthèses. Le traitement à l'aluminium donne du triphénylaluminium ((C6H5)3Al)2 :
3 (C6H5)2Hg + 2 Al ⟶ ((C6H5)3Al)2 + 3 Hg.
Les organomercuriels réagissent avec les halogènes pour donner l'halogénure organique correspondant. Ils sont couramment utilisés dans les réactions de transmétallation avec les lanthanides et les métaux alcalino-terreux.
Le couplage croisé d'organomercuriels avec des halogénures métalliques est catalysé par le palladium, ce qui donne une méthode de formation de liaisons C–C. Ces réactions sont généralement peu sélectives, mais leur sélectivité augmente en présence d'halogénures. On a montré que la carbonylation des lactones peut être obtenue à l'aide de réactifs à Hg(II) dans les conditions catalysées au palladium (formation de liaisons C–C et formation d'esters cis).

## Applications
En raison de leur toxicité et de leur nature peu nucléophile, les organomercuriels trouvent un nombre limité d'utilisations. L'oxymercuration (en) des alcènes en alcools avec l'acétate de mercure(II) (H3C–COO)2Hg forme des intermédiaires organomercuriels. Une réaction apparentée donnant des phénols est appelée réaction de Wolffenstein-Böters (en). La toxicité des organomercuriels est mise à profit par des antiseptiques comme le thiomersal et la merbromine ou par des fongicides tels que le chlorure d'éthylmercure CH3CH2HgCl et l'acétate de phénylmercure (en) C6H5HgOCOCH3.
Les diurétiques mercuriels (en) tels que le Mersalyl ont été autrefois d'usage courant mais ont été remplacés par les thiazides et les diurétiques de l'anse, plus sûrs et à action plus longue, tout en étant actifs par voie orale.
Les thiols sont également appelés mercaptans en raison de leur propension à capturer le mercure. Les thiolates (R–S−) et les thiocétones (R2C=S) étant des nucléophiles mous, forment des complexes de coordination forts avec le mercure(II), un électrophile mou. Ce mode d'action les rend utiles pour la chromatographie d'affinité pour séparer les composés contenant des thiols des mélanges complexes. Par exemple, un gel d'agarose organomercuriel ou des billes de gel sont utilisés pour isoler des composés thiolés tels que la 4-thiouridine dans un échantillon biologique. 